# Consiglio del Nord Atlantico
Il Consiglio del Nord Atlantico o Consiglio Atlantico, in lingua inglese North Atlantic Council (NAC), è il principale organo decisionale politico che regge l'Organizzazione del Trattato dell'Atlantico del Nord (NATO). Sovrintende al processo politico e militare relativo alle questioni di sicurezza che interessano l'intera alleanza. Riunisce i rappresentanti di ogni Paese membro per discutere le questioni politiche o operative che richiedono decisioni collettive, fornendo un forum per una consultazione ad ampio raggio tra i membri su tutte le questioni che influiscono sulla loro pace e sicurezza. Il Consiglio è stato istituito in applicazione dell'articolo 9 del trattato.